# دریچه سیل

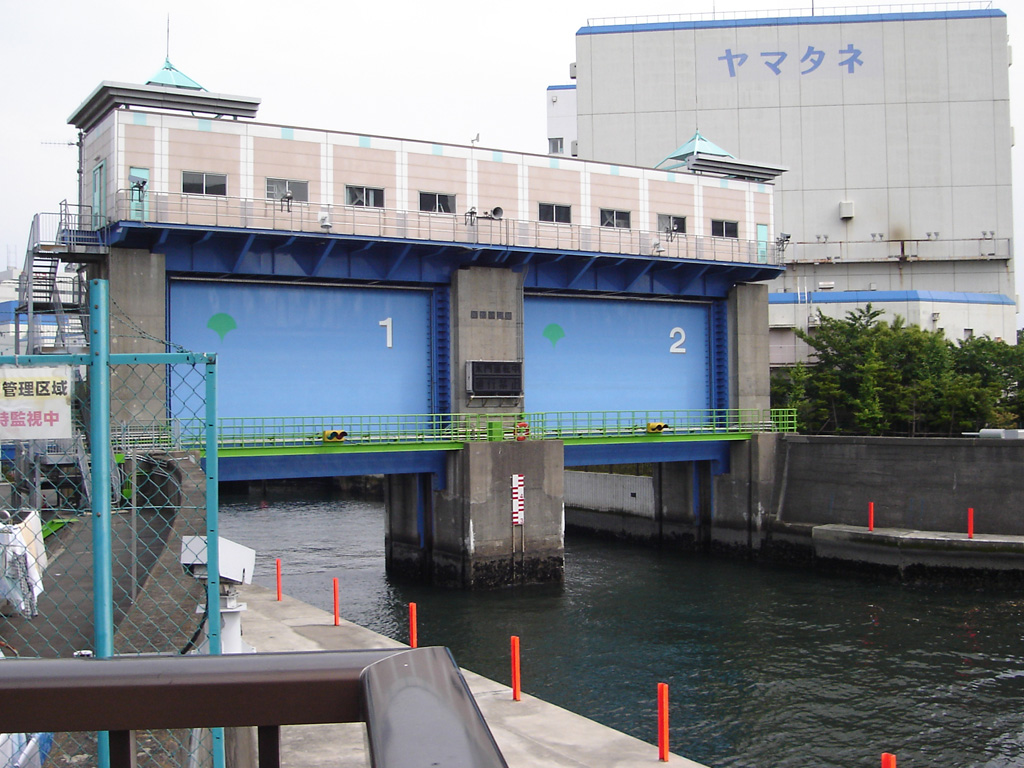
در توکیو برای محافظت از طوفان ساخته شده‌است

دریچه‌های سیل (به انگلیسی: Floodgate) که همچنین دروازه‌های توقف نیز نامیده می‌شوند، دروازه‌های قابل تنظیمی هستند که برای کنترل جریان آب در موانع سیل، مخزن، رودخانه، رودخانه، یا سیستم‌های سیلاب استفاده می‌شوند. آن‌ها ممکن است برای تنظیم ارتفاع تاج سرریز در سدها، برای تنظیم نرخ جریان در دریچه‌ها و کانال‌ها، یا ممکن است برای متوقف کردن جریان آب به‌طور کامل به عنوان بخشی از یک سیستم توفان طراحی شوند. از آنجایی که اکثر این دستگاه‌ها با کنترل ارتفاع سطح آب در حال ذخیره یا مسیریابی کار می‌کنند، به عنوان دروازه‌های تاج نیز شناخته می‌شوند. در مورد سیستم‌های کنارگذر سیل، گاهی از سیل‌گیرها برای پایین آوردن سطح آب در یک رودخانه اصلی یا کانال‌ها با اجازه دادن به جریان بیشتر آب در کنارگذر سیل یا حوضه، زمانی که رودخانه یا کانال اصلی به مرحله سیل نزدیک می‌شود، استفاده می‌شود.